# Szlovénia a 2016. évi nyári olimpiai játékokon
Szlovénia a brazíliai Rio de Janeiróban megrendezett 2016. évi nyári olimpiai játékok egyik részt vevő nemzete volt. Az országot az olimpián 12 sportágban 63 sportoló képviselte, akik összesen 4 érmet szereztek.

## Érmesek
| Érem  | Versenyző        | Sportág    | Versenyszám               |
| ----- | ---------------- | ---------- | ------------------------- |
| Arany | Tina Trstenjak   | Cselgáncs  | Női váltósúly             |
| Ezüst | Peter Kauzer     | Kajak-kenu | Férfi szlalom kajak egyes |
| Ezüst | Vasilij Žbogar   | Vitorlázás | Férfi finn dingi          |
| Bronz | Anamari Velenšek | Cselgáncs  | Női félnehézsúly          |

## Asztalitenisz
Férfi
| Versenyző   | Versenyszám | Selejtező         | 64-es főtábla                                       | 48-as főtábla                                          | 32-es főtábla                                        | Nyolcaddöntő                                              | Negyeddöntő       | Elődöntő          | Döntő             | Helyezés |
| Versenyző   | Versenyszám | Ellenfél Eredmény | Ellenfél Eredmény                                   | Ellenfél Eredmény                                      | Ellenfél Eredmény                                    | Ellenfél Eredmény                                         | Ellenfél Eredmény | Ellenfél Eredmény | Ellenfél Eredmény | Helyezés |
| ----------- | ----------- | ----------------- | --------------------------------------------------- | ------------------------------------------------------ | ---------------------------------------------------- | --------------------------------------------------------- | ----------------- | ----------------- | ----------------- | -------- |
| Bojan Tokič | Egyes       | erőnyerő          | Noshad Alamian (IRI) · 11–8, 7–11, 11–4, 11–5, 11–9 | Zengyi Wang (POL) · 9–11, 11–9, 11–6, 9–11, 11–5, 11–3 | Tiago Apolónia (POR) · 11–6, 10–12, 11–6, 11–7, 11–8 | Dimitrij Ovtcharov (GER) · 33–31, 10–12, 5–11, 4–11, 7–11 | kiesett           | kiesett           | kiesett           | 9.       |

## Atlétika
Férfi
| Versenyző    | Versenyszám | Előfutam | Előfutam | Előfutam | Elődöntő | Elődöntő | Elődöntő | Döntő   | Döntő    |
| Versenyző    | Versenyszám | Idő      | Hely.    | Össz.    | Idő      | Hely.    | Össz.    | Idő     | Helyezés |
| ------------ | ----------- | -------- | -------- | -------- | -------- | -------- | -------- | ------- | -------- |
| Luka Janežič | 400 m       | 45,33    | 2.       | 12.      | 45,07    | 4.       | 17.      | kiesett | kiesett  |
| Žan Rudolf   | 800 m       | 1:46,93  | 5.       | 21.*     | kiesett  | kiesett  | kiesett  | kiesett | kiesett  |
| Anton Kosmač | Maraton     |          |          |          |          |          |          | 2:29:48 | 116.     |

| Versenyző     | Versenyszám | Selejtező | Selejtező | Döntő    | Döntő    |
| Versenyző     | Versenyszám | Eredmény  | Helyezés  | Eredmény | Helyezés |
| ------------- | ----------- | --------- | --------- | -------- | -------- |
| Robert Renner | Rúdugrás    | 545 cm    | 22.**     | kiesett  | kiesett  |

Női
| Versenyző            | Versenyszám | Előfutam | Előfutam | Előfutam | Elődöntő | Elődöntő | Elődöntő | Döntő         | Döntő         |
| Versenyző            | Versenyszám | Idő      | Hely.    | Össz.    | Idő      | Hely.    | Össz.    | Idő           | Helyezés      |
| -------------------- | ----------- | -------- | -------- | -------- | -------- | -------- | -------- | ------------- | ------------- |
| Maja Mihalinec Zidar | 200 m       | 23,38    | 6.       | 48.      | kiesett  | kiesett  | kiesett  | kiesett       | kiesett       |
| Sabina Veit          | 200 m       | 23,75    | 7.       | 62.      | kiesett  | kiesett  | kiesett  | kiesett       | kiesett       |
| Daneja Grandovec     | Maraton     |          |          |          |          |          |          | nem ért célba | nem ért célba |

| Versenyző      | Versenyszám   | Selejtező | Selejtező | Döntő    | Döntő    |
| Versenyző      | Versenyszám   | Eredmény  | Helyezés  | Eredmény | Helyezés |
| -------------- | ------------- | --------- | --------- | -------- | -------- |
| Maruša Černjul | Magasugrás    | 192 cm    | 21.       | kiesett  | kiesett  |
| Tina Šutej     | Rúdugrás      | 455 cm    | 8.***     | 450 cm   | 11.      |
| Martinka Ratej | Gerelyhajítás | kizárták  | kizárták  | kiesett  | kiesett  |

* - egy másik versenyzővel azonos eredményt ért el

** - két másik versenyzővel azonos eredményt ért el

*** - négy másik versenyzővel azonos eredményt ért el

## Cselgáncs
Férfi
| Versenyző     | Versenyszám | Selejtező         | 32-es főtábla                              | Nyolcaddöntő                        | Negyeddöntő                            | Elődöntő                           | Vigaszág elődöntő | Bronz- mérkőzés                      | Döntő             | Helyezés |
| Versenyző     | Versenyszám | Ellenfél Eredmény | Ellenfél Eredmény                          | Ellenfél Eredmény                   | Ellenfél Eredmény                      | Ellenfél Eredmény                  | Ellenfél Eredmény | Ellenfél Eredmény                    | Ellenfél Eredmény | Helyezés |
| ------------- | ----------- | ----------------- | ------------------------------------------ | ----------------------------------- | -------------------------------------- | ---------------------------------- | ----------------- | ------------------------------------ | ----------------- | -------- |
| Adrian Gomboc | Harmatsúly  | erőnyerő          | Vazha Margvelashvili (GEO) · 100(0)-000(1) | Mathews Punza (ZAM) · 101(0)-000(0) | Antoine Bouchard (CAN) · 100(2)-000(1) | Fabio Basile (ITA) · 000(2)–000(0) |                   | Rishod Sobirov (UZB) · 000(0)–110(0) |                   | 5.       |
| Rok Drakšič   | Könnyűsúly  | erőnyerő          | Sagi Muki (ISR) · 000(0)–100(2)            | kiesett                             | kiesett                                | kiesett                            |                   |                                      |                   | 17.      |
| Mihael Žgank  | Középsúly   | erőnyerő          | Aleksandar Kukolj (SRB) · 000(1)–100(0)    | kiesett                             | kiesett                                | kiesett                            |                   |                                      |                   | 17.      |

Női
| Versenyző        | Versenyszám  | Selejtező         | Nyolcaddöntő                          | Negyeddöntő                             | Elődöntő                             | Vigaszág elődöntő | Bronz- mérkőzés                     | Döntő                                     | Helyezés |
| Versenyző        | Versenyszám  | Ellenfél Eredmény | Ellenfél Eredmény                     | Ellenfél Eredmény                       | Ellenfél Eredmény                    | Ellenfél Eredmény | Ellenfél Eredmény                   | Ellenfél Eredmény                         | Helyezés |
| ---------------- | ------------ | ----------------- | ------------------------------------- | --------------------------------------- | ------------------------------------ | ----------------- | ----------------------------------- | ----------------------------------------- | -------- |
| Tina Trstenjak   | Váltósúly    | erőnyerő          | Edwige Gwend (ITA) · 000(0)-000(2)    | Yang Junxia (CHN) · 101(0)-000(0)       | Mariana Silva (BRA) · 101(0)-000(0)  |                   |                                     | Clarisse Agbegnenou (FRA) · 101(0)-000(0) |          |
| Anamari Velenšek | Félnehézsúly | erőnyerő          | Viktoriya Turks (UKR) · 001(0)-000(1) | Yalennis Castillo (CUB) · 100(0)-000(0) | Kayla Harrison (USA) · 000(0)–100(0) |                   | Luise Malzahn (GER) · 100(0)-000(1) |                                           |          |

## Kajak-kenu

### Gyorsasági
Női
| Versenyző         | Versenyszám       | Előfutam | Előfutam | Előfutam | Elődöntő | Elődöntő | Elődöntő | Döntő | Döntő    | Döntő    | Helyezés |
| Versenyző         | Versenyszám       | Idő      | Hely.    | Össz.    | Idő      | Hely.    | Össz.    | Típus | Idő      | Helyezés | Helyezés |
| ----------------- | ----------------- | -------- | -------- | -------- | -------- | -------- | -------- | ----- | -------- | -------- | -------- |
| Špela Ponomarenko | Kajak egyes 200 m | 40,387   | 2.       | 3.       | 40,797   | 3.       | 7.       | A     | 40,769   | 4.       | 4.       |
| Špela Ponomarenko | Kajak egyes 500 m | 1:55,934 | 5.       | 16.      | 1:58,098 | 3.       | 11.      | B     | 1:57,541 | 2.       | 10.      |

### Szlalom
Férfi
| Versenyző              | Versenyszám | Selejtező | Selejtező | Selejtező | Selejtező | Selejtező     | Selejtező     | Elődöntő | Elődöntő | Döntő  | Döntő    |
| Versenyző              | Versenyszám | 1. futam  | 1. futam  | 2. futam  | 2. futam  | Jobb eredmény | Jobb eredmény | Elődöntő | Elődöntő | Döntő  | Döntő    |
| Versenyző              | Versenyszám | Pont      | Hely.     | Pont      | Hely.     | Pont          | Hely.         | Pont     | Hely.    | Pont   | Helyezés |
| ---------------------- | ----------- | --------- | --------- | --------- | --------- | ------------- | ------------- | -------- | -------- | ------ | -------- |
| Peter Kauzer           | Kajak egyes | 91,11     | 8.        | 96,88     | 15.       | 91,11         | 12.           | 91,01    | 4.       | 88,70  |          |
| Benjamin Savšek        | Kenu egyes  | 99,69     | 7.        | 94,36     | 3.        | 94,36         | 4.            | 98,70    | 4.       | 99,36  | 6.       |
| Luka Božič Sašo Taljat | Kenu kettes | 105,21    | 6.        | 113,41    | 7.        | 105,21        | 6.            | 111,14   | 7.       | 107,73 | 7.       |

Női
| Versenyző    | Versenyszám | Selejtező | Selejtező | Selejtező | Selejtező | Selejtező     | Selejtező     | Elődöntő | Elődöntő | Döntő  | Döntő    |
| Versenyző    | Versenyszám | 1. futam  | 1. futam  | 2. futam  | 2. futam  | Jobb eredmény | Jobb eredmény | Elődöntő | Elődöntő | Döntő  | Döntő    |
| Versenyző    | Versenyszám | Pont      | Hely.     | Pont      | Hely.     | Pont          | Hely.         | Pont     | Hely.    | Pont   | Helyezés |
| ------------ | ----------- | --------- | --------- | --------- | --------- | ------------- | ------------- | -------- | -------- | ------ | -------- |
| Urša Kragelj | Kajak egyes | 106,86    | 6.        | 102,79    | 4.        | 102,79        | 7.            | 108,37   | 9.       | 108,68 | 9.       |

## Kerékpározás

### Hegyi-kerékpározás
| Versenyző    | Versenyszám      | Idő     | Helyezés |
| ------------ | ---------------- | ------- | -------- |
| Tanja Žakelj | Női terepverseny | 1:35:17 | 13.      |

### Országúti kerékpározás
| Versenyző     | Versenyszám   | Idő              | Helyezés      |
| ------------- | ------------- | ---------------- | ------------- |
| Matej Mohorič | Mezőnyverseny | nem ért célba    | nem ért célba |
| Jan Polanc    | Mezőnyverseny | 6:30:05 (+20:00) | 52.           |
| Simon Špilak  | Mezőnyverseny | 6:30:05 (+20:00) | 57.           |
| Primož Roglič | Mezőnyverseny | 6:19:43 (+9:38)  | 26.           |
| Primož Roglič | Időfutam      | 1:14:55,16       | 10.           |

Női
| Versenyző       | Versenyszám   | Idő             | Helyezés |
| --------------- | ------------- | --------------- | -------- |
| Polona Batagelj | Mezőnyverseny | 3:58:03 (+6:36) | 32.      |

## Kézilabda

### Férfi
| Szlovén férfi kézilabdacsapat-játékoskeret                                                                                               | Szlovén férfi kézilabdacsapat-játékoskeret                                                                            |
| --- | --- |
| - Marko Bezjak - Blaž Blagotinšek - Dean Bombač - Darko Cingesar - Jure Dolenec - Matej Gaber - Nik Henigman - Blaž Janc - Vid Kavtičnik | - Urban Lesjak - David Miklavčič - Vid Poteko - Simon Razgor - Gorazd Škof - Matevž Skok - Miha Zarabec - Uroš Zorman |

#### Eredmények
Csoportkör
B csoport
| Hely. | Csapat              | M | Gy | D | V | G+  | G–  | Gk  | P | Továbbjutás |
| ----- | ------------------- | - | -- | - | - | --- | --- | --- | - | ----------- |
| 1.    | Németország (GER)   | 5 | 4  | 0 | 1 | 153 | 141 | +12 | 8 | Negyeddöntő |
| 2.    | Szlovénia (SLO)     | 5 | 4  | 0 | 1 | 137 | 126 | +11 | 8 | Negyeddöntő |
| 3.    | Brazília (BRA) (R)  | 5 | 2  | 1 | 2 | 141 | 150 | −9  | 5 | Negyeddöntő |
| 4.    | Lengyelország (POL) | 5 | 2  | 0 | 3 | 139 | 140 | −1  | 4 | Negyeddöntő |
| 5.    | Egyiptom (EGY)      | 5 | 1  | 1 | 3 | 129 | 143 | −14 | 3 |             |
| 6.    | Svédország (SWE)    | 5 | 1  | 0 | 4 | 132 | 131 | +1  | 2 |             |

| 2016. augusztus 7. 21:50 (02:50) | Szlovénia (SLO) | 27–26       | Egyiptom (EGY) | Future Arena, Rio de Janeiro Játékvezetők: Pálsson, Elíasson (ISL) |
| 2016. augusztus 7. 21:50 (02:50) | Janc 8          | (15–15)     | el-Ahmar 7     | Future Arena, Rio de Janeiro Játékvezetők: Pálsson, Elíasson (ISL) |
| 2016. augusztus 7. 21:50 (02:50) | 9× 3×           | Jegyzőkönyv | 5× 4× 1×       | Future Arena, Rio de Janeiro Játékvezetők: Pálsson, Elíasson (ISL) |

| 2016. augusztus 9. 16:40 (21:40) | Brazília (BRA) | 28–31       | Szlovénia (SLO) | Future Arena, Rio de Janeiro Játékvezetők: Gjeding, Hansen (DEN) |
| 2016. augusztus 9. 16:40 (21:40) | Chiuffa 8      | (13–16)     | Janc 6          | Future Arena, Rio de Janeiro Játékvezetők: Gjeding, Hansen (DEN) |
| 2016. augusztus 9. 16:40 (21:40) | 6× 2×          | Jegyzőkönyv | 13× 2×          | Future Arena, Rio de Janeiro Játékvezetők: Gjeding, Hansen (DEN) |

| 2016. augusztus 11. 19:50 (00:50) | Szlovénia (SLO) | 29–24       | Svédország (SWE) | Future Arena, Rio de Janeiro Játékvezetők: Lopéz, Ramírez (ESP) |
| 2016. augusztus 11. 19:50 (00:50) | Janc, Razgor 5  | (14–13)     | Tollbring 6      | Future Arena, Rio de Janeiro Játékvezetők: Lopéz, Ramírez (ESP) |
| 2016. augusztus 11. 19:50 (00:50) | 7× 4×           | Jegyzőkönyv | 6× 4×            | Future Arena, Rio de Janeiro Játékvezetők: Lopéz, Ramírez (ESP) |

| 2016. augusztus 13. 09:30 (14:30) | Szlovénia (SLO) | 25–28       | Németország (GER) | Future Arena, Rio de Janeiro Játékvezetők: Nikolov, Nachevski (MKD) |
| 2016. augusztus 13. 09:30 (14:30) | Dolenec 6       | (12–11)     | Gensheimer 6      | Future Arena, Rio de Janeiro Játékvezetők: Nikolov, Nachevski (MKD) |
| 2016. augusztus 13. 09:30 (14:30) | 6× 4×           | Jegyzőkönyv | 8× 4×             | Future Arena, Rio de Janeiro Játékvezetők: Nikolov, Nachevski (MKD) |

| 2016. augusztus 15. 09:30 (14:30) | Lengyelország (POL) | 20–25       | Szlovénia (SLO) | Future Arena, Rio de Janeiro Játékvezetők: Horáček, Novotný (CZE) |
| 2016. augusztus 15. 09:30 (14:30) | Bielecki 4          | (13–13)     | Zarabec 7       | Future Arena, Rio de Janeiro Játékvezetők: Horáček, Novotný (CZE) |
| 2016. augusztus 15. 09:30 (14:30) | 5× 2× 1×            | Jegyzőkönyv | 8× 2× 1×        | Future Arena, Rio de Janeiro Játékvezetők: Horáček, Novotný (CZE) |

Negyeddöntő
| 2016. augusztus 17. 17:00 (22:00) | Dánia (DEN)              | 37–30       | Szlovénia (SLO) | Future Arena, Rio de Janeiro Játékvezetők: Lopéz, Ramírez (ESP) |
| 2016. augusztus 17. 17:00 (22:00) | M. Hansen, Svan Hansen 8 | (16–13)     | Bezjak, Janc 6  | Future Arena, Rio de Janeiro Játékvezetők: Lopéz, Ramírez (ESP) |
| 2016. augusztus 17. 17:00 (22:00) | 5× 3×                    | Jegyzőkönyv | 8× 4×           | Future Arena, Rio de Janeiro Játékvezetők: Lopéz, Ramírez (ESP) |

| Csapat          | Helyezés |
| --------------- | -------- |
| Szlovénia (SLO) | 6.       |

## Sportlövészet
Férfi
| Versenyző     | Versenyszám | Selejtező | Selejtező | Elődöntő | Elődöntő | Döntő   | Döntő    |
| Versenyző     | Versenyszám | Pont      | Helyezés  | Pont     | Helyezés | Pont    | Helyezés |
| ------------- | ----------- | --------- | --------- | -------- | -------- | ------- | -------- |
| Boštjan Maček | Trap        | 113       | 22.       | kiesett  | kiesett  | kiesett | kiesett  |

Női
| Versenyző    | Versenyszám           | Selejtező | Selejtező | Döntő   | Döntő    |
| Versenyző    | Versenyszám           | Pont      | Helyezés  | Pont    | Helyezés |
| ------------ | --------------------- | --------- | --------- | ------- | -------- |
| Živa Dvoršak | Légpuska              | 414,7     | 17.       | kiesett | kiesett  |
| Živa Dvoršak | Sportpuska, összetett | 572       | 30.       | kiesett | kiesett  |

## Tenisz
Női
| Versenyző     | Versenyszám | 64-es főtábla                | 32-es főtábla     | Nyolcaddöntő      | Negyeddöntő       | Elődöntő          | Bronz- mérkőzés   | Döntő             | Helyezés |
| Versenyző     | Versenyszám | Ellenfél Eredmény            | Ellenfél Eredmény | Ellenfél Eredmény | Ellenfél Eredmény | Ellenfél Eredmény | Ellenfél Eredmény | Ellenfél Eredmény | Helyezés |
| ------------- | ----------- | ---------------------------- | ----------------- | ----------------- | ----------------- | ----------------- | ----------------- | ----------------- | -------- |
| Polona Hercog | Egyes       | Mónica Puig (PUR) · 3-6, 2-6 | kiesett           | kiesett           | kiesett           | kiesett           | kiesett           | kiesett           | 33.      |

## Torna
Női
| Versenyző  | Versenyszám | Selejtező | Selejtező | Döntő    | Döntő    |
| Versenyző  | Versenyszám | Pontszám  | Helyezés  | Pontszám | Helyezés |
| ---------- | ----------- | --------- | --------- | -------- | -------- |
| Teja Belak | Ugrás       | 13,650    | 19.       | kiesett  | kiesett  |

## Triatlon
| Versenyző    | Versenyszám | 1,5 km úszás | Depózás 1 | 40 km kerékpározás | Depózás 2 | 10 km futás | Összesítés | Összesítés |
| Versenyző    | Versenyszám | Idő          | Idő       | Idő                | Idő       | Idő         | Idő        | Helyezés   |
| ------------ | ----------- | ------------ | --------- | ------------------ | --------- | ----------- | ---------- | ---------- |
| Mateja Šimic | Női         | 19:47        | 0:56      | 1:03:59            | 0:38      | 37:08       | 2:02:28    | 31.        |

## Úszás
Férfi
| Versenyző      | Versenyszám    | Előfutam | Előfutam | Előfutam | Elődöntő | Elődöntő | Elődöntő | Döntő   | Döntő    |
| Versenyző      | Versenyszám    | Idő      | Hely.    | Össz.    | Idő      | Hely.    | Össz.    | Idő     | Helyezés |
| -------------- | -------------- | -------- | -------- | -------- | -------- | -------- | -------- | ------- | -------- |
| Anže Tavčar    | 100 m gyors    | 49,38    | 5.       | 36.      | kiesett  | kiesett  | kiesett  | kiesett | kiesett  |
| Anže Tavčar    | 200 m gyors    | 1:49,96  | 3.       | 39.      | kiesett  | kiesett  | kiesett  | kiesett | kiesett  |
| Martin Bau     | 1500 m gyors   | 15:29,95 | 7.       | 36.      |          |          |          | kiesett | kiesett  |
| Damir Dugonjič | 100 m mell     | 1:00,41  | 6.       | 21.      | kiesett  | kiesett  | kiesett  | kiesett | kiesett  |
| Robert Žbogar  | 200 m pillangó | 1:57,05  | 2.       | 22.      | kiesett  | kiesett  | kiesett  | kiesett | kiesett  |

Női
| Versenyző                                       | Versenyszám      | Előfutam | Előfutam | Előfutam | Elődöntő | Elődöntő | Elődöntő | Döntő     | Döntő    |
| Versenyző                                       | Versenyszám      | Idő      | Hely.    | Össz.    | Idő      | Hely.    | Össz.    | Idő       | Helyezés |
| ----------------------------------------------- | ---------------- | -------- | -------- | -------- | -------- | -------- | -------- | --------- | -------- |
| Anja Klinar                                     | 200 m pillangó   | 2:08,43  | 4.       | 14.      | 2:09,44  | 7.       | 15.      | kiesett   | kiesett  |
| Anja Klinar                                     | 400 m gyors      | 4:09,07  | 6.       | 18.      |          |          |          | kiesett   | kiesett  |
| Tjaša Oder                                      | 800 m gyors      | 8:33,14  | 7.       | 13.      |          |          |          | kiesett   | kiesett  |
| Tjaša Vozel                                     | 100 m mell       | 1:11,15  | 8.       | 35.      | kiesett  | kiesett  | kiesett  | kiesett   | kiesett  |
| Janja Šegel Anja Klinar Tjaša Pintar Tjaša Oder | 4 × 200 m gyors  | 8:02,22  | 8.       | 15.      |          |          |          | kiesett   | kiesett  |
| Špela Perše                                     | 10 km nyílt vízi |          |          |          |          |          |          | 1:58:59,6 | 16.      |

## Vitorlázás
Férfi
| Versenyző      | Versenyszám | Futam | Futam | Futam | Futam | Futam | Futam | Futam | Futam | Futam | Futam | Futam | Pontszám | Helyezés |
| Versenyző      | Versenyszám | 1     | 2     | 3     | 4     | 5     | 6     | 7     | 8     | 9     | 10    | É     | Pontszám | Helyezés |
| -------------- | ----------- | ----- | ----- | ----- | ----- | ----- | ----- | ----- | ----- | ----- | ----- | ----- | -------- | -------- |
| Vasilij Žbogar | Finn dingi  | 3     | 1     | 7     | 10    | (15)  | 9     | 5     | 4     | 9     | 8     | 12    | 68       |          |

Női
| Versenyző                  | Versenyszám    | Futam | Futam | Futam | Futam | Futam | Futam | Futam | Futam | Futam | Futam | Futam | Pontszám | Helyezés |
| Versenyző                  | Versenyszám    | 1     | 2     | 3     | 4     | 5     | 6     | 7     | 8     | 9     | 10    | É     | Pontszám | Helyezés |
| -------------------------- | -------------- | ----- | ----- | ----- | ----- | ----- | ----- | ----- | ----- | ----- | ----- | ----- | -------- | -------- |
| Veronika Macarol Tina Mrak | 470-es osztály | 2     | 6     | 5     | 4     | (21)  | 12    | 4     | 21    | 5     | 6     | 2     | 67       | 6.       |